# 大桐豐里站
34°44′38″N 135°32′41″E / 34.743769°N 135.544644°E
大桐豐里站（日语：／ Daido-Toyosato eki */?）是位於日本大阪府大阪市東淀川區，屬於大阪市高速電氣軌道（大阪地下鐵）今里筋線的鐵路車站。車站編號是I-13。

## 車站構造
本站為島式月台1面2線的地下車站。車站大廳位於地下一樓，地下二樓則是月台。

### 月台配置
| 月台 | 路線     | 目的地                                 |
| ---- | -------- | -------------------------------------- |
| 1    | 今里筋線 | 太子橋今市、蒲生四丁目、綠橋、今里方向 |
| 2    | 今里筋線 | 井高野方向                             |

## 利用狀況
2018年11月13日1日上下車人次為9,555人（上車人次4,860人，下車人次：4,695人）。此值在今里筋線單獨站當中僅次於相鄰的瑞光四丁目站排行第2位。
| 年度               | 調查日   | 上車人次 | 下車人次 | 上下車人次 |
| ------------------ | -------- | -------- | -------- | ---------- |
| 2007年（平成19年） | 11月13日 | 2,763    | 2,650    | 5,413      |
| 2008年（平成20年） | 11月11日 | 3,344    | 3,165    | 6,509      |
| 2009年（平成21年） | 11月10日 | 3,566    | 3,489    | 7,055      |
| 2010年（平成22年） | 11月09日 | 3,746    | 3,571    | 7,317      |
| 2011年（平成23年） | 11月08日 | 3,966    | 3,797    | 7,763      |
| 2012年（平成24年） | 11月13日 | 4,088    | 3,950    | 8,038      |
| 2013年（平成25年） | 11月19日 | 4,321    | 4,177    | 8,498      |
| 2014年（平成26年） | 11月11日 | 4,484    | 4,303    | 8,787      |
| 2015年（平成27年） | 11月17日 | 4,697    | 4,600    | 9,297      |
| 2016年（平成28年） | 11月08日 | 4,693    | 4,528    | 9,221      |
| 2017年（平成29年） | 11月14日 | 4,995    | 4,820    | 9,815      |
| 2018年（平成30年） | 11月13日 | 4,860    | 4,695    | 9,555      |

## 历史
- 2006年12月24日，今里筋線通车,本站同時啟用。

## 相鄰車站
大阪市高速電氣軌道（大阪地下鐵）
 今里筋線
瑞光四丁目（I12）－大桐豐里（I13）－太子橋今市（I14）

## 外部連結
- 車站Guide：大桐豐里 - Osaka Metro